# Zwarte boomhop
De zwarte boomhop (Rhinopomastus aterrimus) is een vogel uit de familie Phoeniculidae (boomhoppen). De vogel komt voor in oostelijk, midden, westelijk en zuidwestelijk Afrika.

## Kenmerken
De vogel is gemiddeld 23 cm lang en weegt tussen de 18 en 23 g. De vogel is overwegend blauw glanzend zwart en heeft een witte vleugelstreep. In dezelfde habitat komt ook de groene kakelaar (ook wel groene boomhop, Phoeniculus purpureus) voor, maar die is veel groter en heeft een groene weerschijn in het verenkleed en komt meestal in groepen voor, terwijl de zwarte boomhop vaker in paren of kleine familiegroepjes tot hoogstens vijf wordt gezien.

## Verspreiding en leefgebied
Deze soort  telt 4 ondersoorten:
- R. a. aterrimus: van Senegal en Gambia tot westelijk Soedan.
- R. a. emini: van centraal Soedan tot noordoostelijk Congo-Kinshasa en Oeganda.
- R. a. notatus: Ethiopië.
- R. a. anchietae: zuidwestelijk Congo-Kinshasa, Angola en westelijk Zambia.

Het leefgebied bestaat uit savanne met verspreid bomen en hoogvlakten met bomen tot op 2000 m boven de zeespiegel. De vogel mijdt dicht bos zoals regenwoud.

## Status
De zwarte boomhop heeft een groot verspreidingsgebied en daardoor is de kans op de status  kwetsbaar (voor uitsterven) gering. De grootte van de wereldpopulatie is niet gekwantificeerd. Plaatselijk is de vogel algemeen, maar de soort gaat in aantal achteruit. Echter, het tempo ligt onder de 30% in tien jaar (minder dan 3,5% per jaar). Om deze redenen staat deze boomhop als niet bedreigd op de Rode Lijst van de IUCN.